# 伯耆町立岸本小学校
伯耆町立岸本小学校（ほうきちょうりつ きしもとしょうがっこう）は鳥取県西伯郡伯耆町吉長にある公立小学校。

## 沿革
- 1873年（明治6年） - 大寺福樹寺と吉定瑞応寺にて開校。[1]
- 1882年（明治15年） - 吉定学校小野分校を小野地区に開校。
- 1890年（明治23年） - 諏訪尋常小学校を五千石村（現米子市）に開校、大寺小学校を解消。
- 1891年（明治24年） - 吉定学校を大幡尋常小学校と改称。
- 1916年（大正5年） - 諏訪小学校より、幡郷小学校を坂長地区に分離開設。小野簡易小学校を幡郷小学校小野分教場と改称。
- 1965年（昭和40年）4月 - 幡郷小学校、大幡小学校、小野分校を統合し岸本町立岸本小学校と改称。
- 1967年（昭和42年）9月 - 現在地に統合校舎を新築し移転。校歌制定。
- 2005年（平成17年）1月 - 岸本町と溝口町が合併し、伯耆町立岸本小学校と改称。

## 通学区域
- 上細見、立岩、吉定、岸本、押口、吉長、遠藤、小野、小町、大殿、坂長、岩屋谷、清原（字草田、上草田を除く）[2]

## 進学先中学校
- 伯耆町立岸本中学校

## 交通アクセス
- JR伯備線 岸本駅より徒歩5分

## 出身者
- イモトアヤコ（タレント）

## 校区内の主な施設
- 黒坂警察署 大殿駐在所

## その他
- 珍獣ハンターを応援しよう（『日本海新聞』2009年8月12日付、新日本海新聞社）

卒業生であるイモトアヤコが24時間テレビチャリティーマラソン出場が決定したことにより、応援のための横断幕が掲げられる。